# Nacolus tuberculata
Nacolus tuberculata är en insektsart som beskrevs av Walker 1858. Nacolus tuberculata ingår i släktet Nacolus och familjen dvärgstritar. Inga underarter finns listade i Catalogue of Life.